# 克里斯托夫·艾默
克里斯托夫·艾默（德語：Christoph Eimer，1977年3月12日—），德国男子曲棍球运动员。他曾代表德国参加2000年和2004年夏季奥林匹克运动会曲棍球比赛，其中2004年奥运会获得一枚铜牌。